# Rebecca Lancefield
Rebecca Craighill Lancefield, född 5 januari 1895 i Fort Wadsworth, New York,  död 3 mars 1981, var en framstående amerikansk mikrobiolog. Hon är mest känd för sin serologiska klassificering av β-hemolytiska streptokockbakterier, Lancefield-gruppering, som är baserad på kolhydratsammansättningen av bakteriella antigener som finns på deras cellväggar. Hon är också ansvarig för den serologiska typningen av grupp A-streptokocker. 
Hon började vid Rockefeller Institute for Medical Research (nu Rockefeller University) i New York 1918 och stannade vid institutet under hela sin långa och framgångsrika karriär. Hennes bibliografi omfattar mer än 50 publikationer publicerade under 60 år.

## Biografi
Lancefield var dotter till en officer i US Army Engineer Corps. Hon studerade på Wellesley College i Massachusetts och efter att hon 1916 tagit examen i zoologi, undervisade hon i matematik och naturvetenskap på en flickskola i Vermont i ett år. Hon fick då ett stipendium till Teachers' College, Columbia University och fortsatte att studera bakteriologi. Lancefield fick sin magisterexamen vid Columbia 1918. Samma år gifte hon sig med Donald E. Lancefield, en doktorand i genetik vid Columbia. Efter examen arbetade hon som tekniker för Oswald Avery och Alphonse Dochez på Rockefeller. Året därpå återvände hon till Columbia för att studera Drosophila willistoni under handledning av  Charles W. Metz. År 1922 började Lancefield sina doktorandstudier och tog sin doktorsexamen i immunologi och bakteriologi 1925 vid Columbia University, även om det mesta av hennes examensarbete utfördes på Rockefeller Institute. 

## Akademisk karriär
Lancefields första delaktighet som medförfattare publicerades 1919 när hon var tekniker, ett ovanligt erkännande på den tiden. Före detta arbete visste forskarna inte om olika streptokockstammar var biologiskt olika. I samarbete med Avery och Dochez identifierade hon fyra serologiska typer som klassificerade 70 procent av de ß-hemolytiska streptokockstammar som de studerade.
För sin doktorsavhandling studerade Lancefield viridans streptokocker. Hon arbetade ursprungligen i Hans Zinssers laboratorium, men Zissner ville inte arbeta med kvinnor och föreslog att hon skulle flytta sitt arbete till Homer Swifts labb. Därför utfördes majoriteten av hennes arbete på Rockefeller Institute, där Swifts labb låg. Vid den tiden trodde man felaktigt att viridans streptokocker bidrar till reumatisk feber. Lancefields examensarbete hjälpte till att vederlägga denna idé.
Efter sin doktorsexamen återvände Lancefield till att studera ß-hemolytiska streptokocker vid Rockefeller. Hon syftade nu till att identifiera de biologiska komponenterna i ytantigener som finns på bakterierna. År 1928 rapporterade Lancefield att det typspecifika antigenet hos streptokocker var ett protein. Hon döpte detta protein till M-proteinet eftersom en mattkoloni uppstår när bakterierna exponeras för antigenet. Lancefield upptäckte att det gruppspecifika antigenet av streptokocker var sammansatt av kolhydrater, som hon kallade C-kolhydrater. Inom denna upptäckt avslöjade Lancefield att C-kolhydraten inte var artspecifik, som man ursprungligen trodde. Denna insikt fick henne att utveckla ett klassificeringssystem, kallat Lancefieldgruppering, för streptokocksjukdomar. Hon utsåg initialt grupp A för mänskliga streptokockinfektioner och grupp B för bovina streptokockinfektioner. Idag inkluderar Lancefieldgrupperingen grupperna A till M.
Lancefield upptäckte ytterligare två grupp A-streptokockers ytproteiner: T-antigenet 1940 och R-antigenet 1957. Senare i sin karriär fokuserade hon på grupp B-streptokocker. Hennes forskning visade att grupp B-streptokocker saknade M-proteinet. Hon upptäckte att det istället var ytpolysackarider som orsakade deras virulensfaktor.
Under andra världskriget tjänstgjorde Lancefield i kommissionen för streptokock- och stafylokocksjukdomar vid Armed Forces Epidemiological Board.
År 1946 befordrades Lancefield till associerad medlem vid Rockefeller University. Hon befordrades till fullvärdig medlem och professor vid Rockefeller 1958. Samma år blev hon professor i mikrobiologi vid Columbia University. Lancefield drog sig tillbaka från båda positionerna 1965, även om hon fortsatte att arbeta i sitt laboratorium som professor emeritus fram till 1980.
Lancefield var en långvarig samarbetspartner till Maclyn McCarty och mentor till Emil Gotschlich, två mottagare av det prestigefyllda Laskerpriset.
Lancefields internationella symposium om streptokocker och streptokocksjukdomar har fått sitt namn efter hennes ära. Proverna som samlats in under hennes karriär underhålls nu av Rockefeller University som Lancefield-samlingen. Hittills omfattar samlingen över 6 000 streptokockstammar.

## Utmärkelser och hedersbetygelser
År 1943 var Lancefield den andra kvinnan att bli ordförande för Society of American Bacteriologists. År 1961 blev hon ordförande för American Association of Immunologists, den första kvinnan som innehade befattningen. Hon valdes in i The National Academy of Sciences 1970. År 1973 blev hon hedersdoktor i vetenskap av Rockefeller University. Hon hedrades formellt av Wellesley College, hennes alma mater, 1976. Lancefield fick många utmärkelser, inklusive T. Duckett Jones Award från Helen Hay Whitney Foundation, American Heart Association Achievement Award och Medal of the New York Academy of Medicin.